# Palacio Astoreca (Santiago de Chile)
El Palacio Astoreca es un inmueble ubicado en calle Dieciocho, entre las calles Padre Felipe Gómez de Vidaurre y Padre Alonso de Ovalle, Santiago de Chile. De estilo francés, actualmente en día alberga al Colegio de Contadores de Chile.

## Historia
El Palacio fue mandado a construir por Matías Astoreca Granja], hijo de Juan Higinio Astoreca y Felisa Granja, al arquitecto Alberto Cruz Montt en 1910. La familia Astoreca provenía de Bermeo, país Vasco español. Fueron pioneros del salitre, asociados a grandes empresas del norte de Chile.[cita requerida]
En 1902, Higinio Astoreca encargó un Palacio en Iquique a dicho arquitecto, el cual no pudo ver terminado debido a su fallecimiento al año siguiente. En 1910, uno de sus hijos, Matías Astoreca Granja, se trasladó a Santiago y le pidió al mismo la construcción de un palacio el cual tampoco alcanza a ver terminado ya que fallece en diciembre de 1924.[cita requerida] Con el paso del tiempo la familia no tuvo recursos para mantener el palacio y la esposa de Matías decidió venderlo.[cita requerida]

## Características

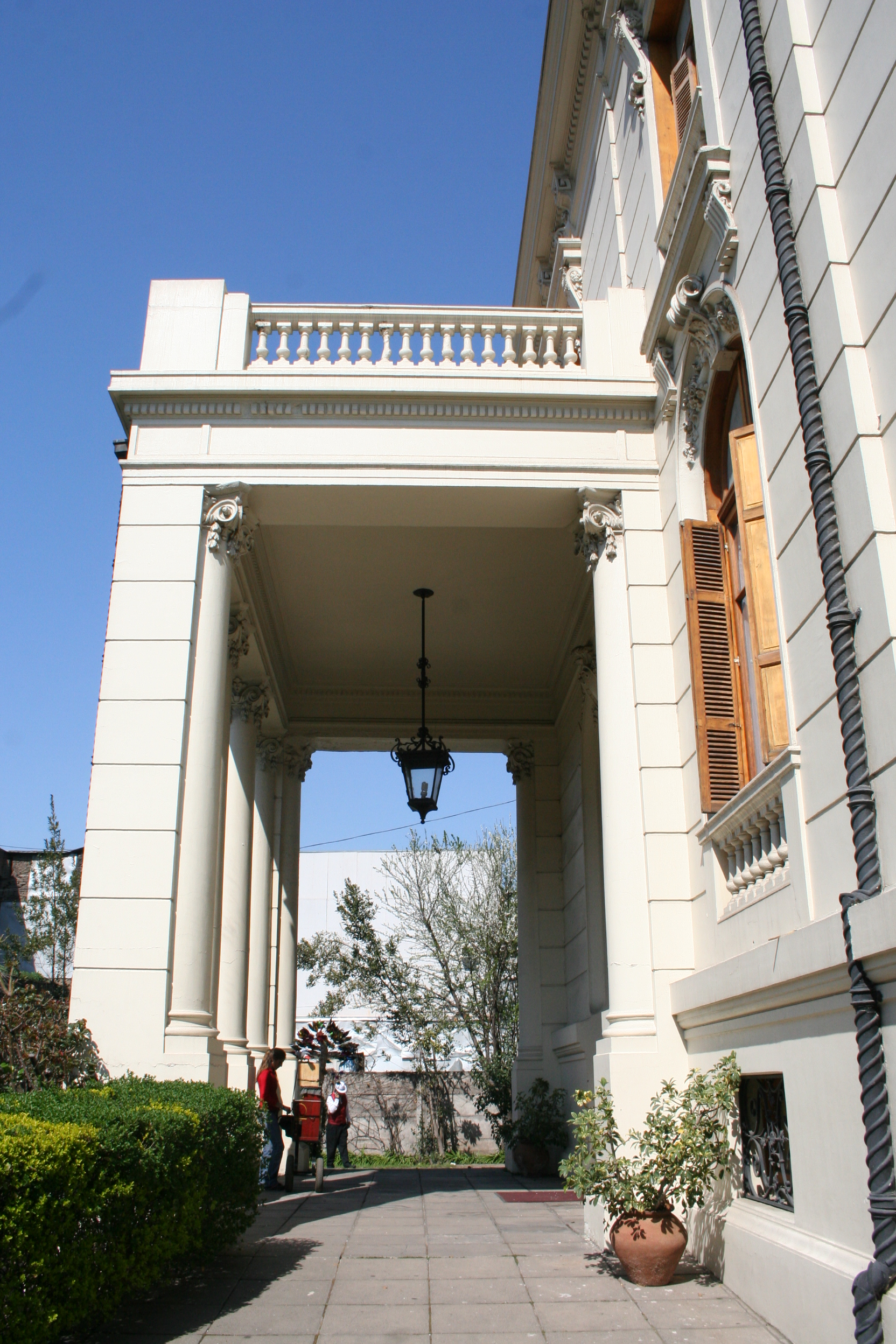
Puerta principal

El inmueble está compuesto por dos pisos, un piso zócalo y una falsa mansarda, en estilo francés. Además, posee características de ciudad jardín, esto significa que su fachada principal estaba retirada de la calle y formaba un antejardin, esto demostraba la riqueza que poseían algunas familia ya que la mayoría de los palacios de la época poseían fachada continua (sin antejardin).[cita requerida] En los años de su construcción el terreno que ocupaba era tan grande que se juntaba con la propiedad del palacio Cousiño.[cita requerida]
En el exterior, destacan sus dos entradas con sus respectivos portones posicionadas en los extremos de la propiedad, las que llevan a un porche donde se sitúa la entrada principal. En el zócalo, están instalados el servicio (ya que en el tiempo de la construcción los sirvientes no se mezclaban con los propietarios), la estadía de servidumbre, dormitorios independientes, bodegas y una estancia central para la cocina.[cita requerida]

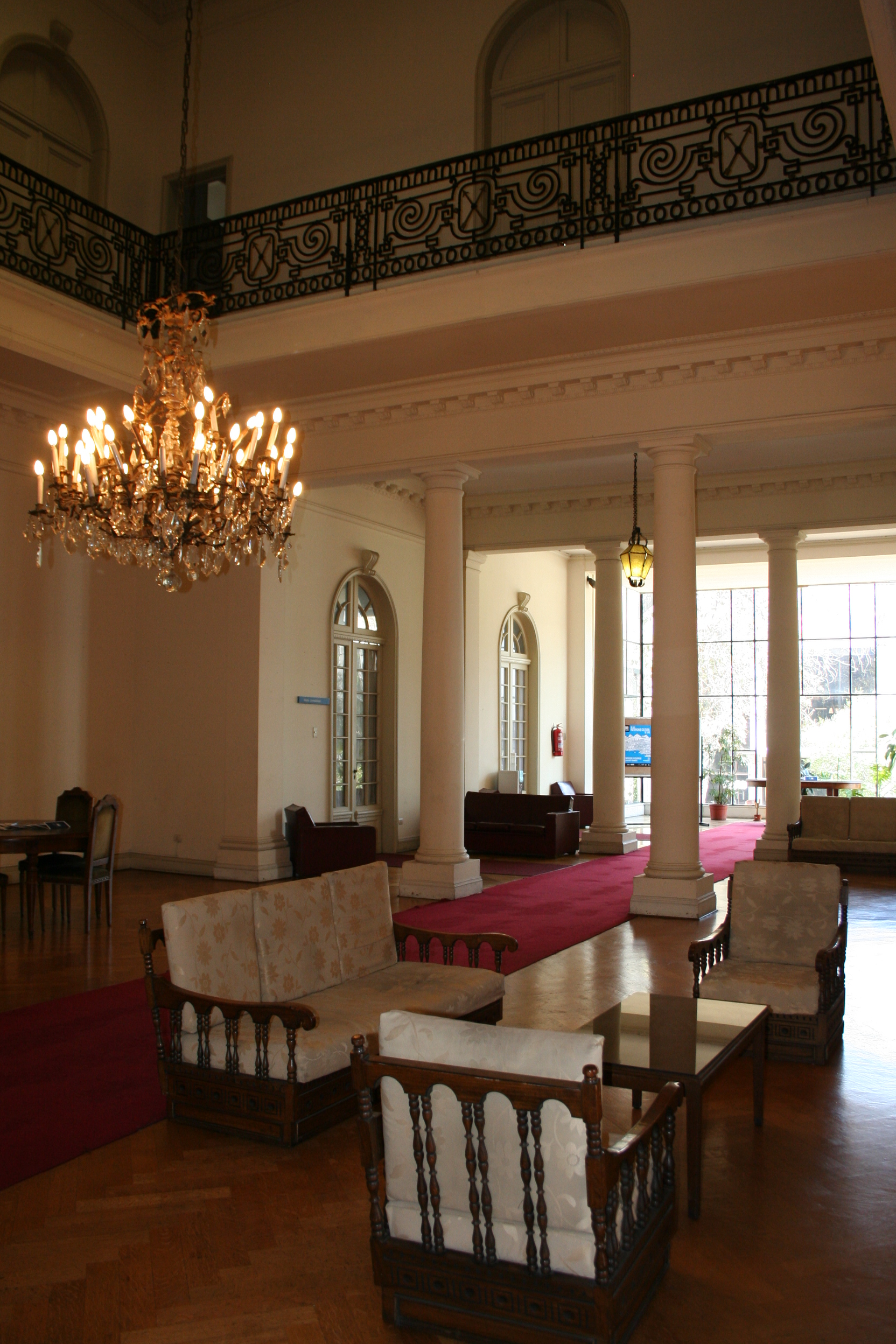
Salón principal

En la entrada (primer piso) se ubican sus dos grande puertas con una escalera con balaustres (mármol). El hall de doble altura (salón principal) en el destacan la chimenea de mármol francés, la lámpara colgante de bronce, los espejos y la claraboya (tragaluz), la escalera de mármol con baranda de fierro forjado con madera que lleva al segundo piso y sus hermosas columnas de orden dórico.[cita requerida]
El comedor o sala de conciertos con una lámpara de bronce, la chimenea de mármol francés (reposicionada), muros tapizados de brocado (original) y cuadros de los presidentes del colegio de contadores. La sala de la presidencia revestida en madera de nogal con una chimenea de mármol negro de Bélgica y una lámpara. La sala curva o salón francés (posible salón de música o salón de exposición de joyas familiares) con muros tapizados de brocado (original) y piso de roble americano. La pajarera o jardín de invierno y demás dependencias privadas.[cita requerida]
En el segundo piso, debido al hall de doble altura, las habitaciones (dormitorios) se encuentran en torno a este, los cuales fueron diseñados con bellos trabajos en sus cielos y con baños, el dormitorio principal con un balcón que mira al frente del palacio.[cita requerida]

## Actualidad
Fue adquirido en 1962 por el Colegio de Contadores de Chile, se mantiene en "relativo buen estado", sin grandes modificaciones en sus construcciones, pero debido al terremoto de 2010 posee algunas fisuras superficiales en sus muros.[cita requerida]